# إن إي سي بي سي-6001

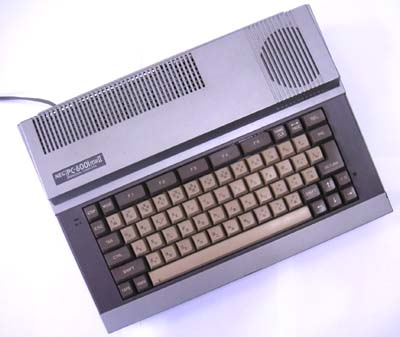
نظام التشغيل بي سي-6001

إن إي سي بي سي-6001 (بالإنجليزية: NEC PC-6001)‏ ، الحاسب الشخصي الذي يعمل لنظام شركة إن إي سي اليابانية، صدر في الأسواق اليابانية في شهر نوفمبر سنة 1981م.